# Ksenocentryzm
Ksenocentryzm (stgr. ξένος ksénos „obcy”, łac. centrum „środek”) – termin używany w socjologii i psychologii do opisania konkretnych skłonności etycznych. Według profesora Williama Grahama Sumnera z Uniwersytetu Yale oznacza on tendencje odwrotne do kulturocentryzmu, wyrażające się przypisywaniu wyższości kulturom innym niż ta, z której sami się wywodzimy, oraz przyjmowaniu zewnętrznych wzorców kulturowych. Istotą ksenocentryzmu jest ocenianie kultury własnej poprzez standardy konkretnej kultury obcej (zewnętrznej w stosunku do własnej).
Tendencje ksenocentryczne pojawiają się również w wielu programach politycznych partii liberalnych. Kładzie się w nich nacisk na ochronę mniejszości narodowych, których członkowie nie mają wystarczającego doświadczenia politycznego, by reprezentować własne interesy.
Przez profesora Johna D. Fullmera z Uniwersytetu Brighama Younga ksenocentryzm uważany jest za etyczne odchylenie, jako że kulturowo wrodzonym poglądem powinien być kulturocentryzm. Fullmer uważa również, że ksenocentryczny pogląd może prowadzić do omnicentryzmu, nazywanego później monocentryzmem, czyli uznania jednego ograniczonego obszaru za praojczyznę człowieka.

## Przyczyny
Próby wyjaśnienia zjawiska faworyzacji lub dyskryminowania grupy własnej lub obcej zwykle opierają się na teoriach tożsamości społecznej (Tajfel i Turner, 1986), poczucia własnej wartości (Rosenberg, 1965), zbiorowego poczucia własnej wartości (Luhtanen i Crocket, 1992), grupy odniesienia (Merton i Rossi, 1950; Hyman i Singer, 1968), kontrkultury (Roszak, 1970) oraz relatywnej deprywacji (Runciman, 1966). Głównym motywem rozwoju poglądów ksenocentrycznych jest uniwersalne dążenie do pozytywnego obrazu jednostki (samooceny), która w znacznym stopniu zależy od przynależności do określonych grup, ich statusu społecznego oraz porównań społecznych. Samoocena jednostki jest ściśle związana z postrzeganym statusem grupy, z którą jednostka się identyfikuje.

## Konsumencki ksenocentryzm
Według niektórych badaczy postawa ksenocentryczna może wpływać na decyzje zakupowe konsumentów w różnych krajach. Na przykład mieszkańcy Indii często wierzą, że brytyjski styl życia (np. styl ubierania się), francuska moda, japońska elektronika lub szwajcarskie zegarki są lepsze od ich rodzimych produktów lub idei. Zjawisko to zostało również opisane w kontekście kryzysu tożsamości wśród młodych Indonezyjczyków. Analiza tego zagadnienia w kontekście rynku chińskiego wykazała istnienie sentymentu ksenocentrycznego wśród chińskich konsumentów.
George Balabanis i Adamantios Diamantopoulos definiują konsumencki ksenocentryzm jako wielopoziomowe zagadnienie, które jest zakorzenione w dwóch ideach: postrzeganej podrzędności rodzimych produktów oraz wyidealizowanym postrzeganiu produktów zagranicznych.  W celu pomiaru ksenocentryzmu konsumenckiego została zaproponowana skala CXENO, pozwalająca na ocenę wpływu poglądów ksenocentrycznych na temat nierodzimych produktów na zachowania konsumenckie. Skala XSCALE służąca ocenie konsumenckich tendencji ksenocentrycznych bierze pod uwagę zarówno społeczny, jak i konsumpcyjny aspekt ksenocentryzmu w społeczeństwie.